# Lista universităților din București
Aceasta este o listă completă a universităților din București.

## Universități de stat
- Academia de Științe Agricole și Silvice „Gheorghe Ionescu-Șișești” (ASAS)
- Academia de Studii Economice (ASE)
- Academia de Poliție Alexandru Ioan Cuza din București
- Academia Națională de Informații
- Academia Tehnică Militară din București
- Universitatea Națională de Educație Fizică și Sport (UNEFS)
- Centrul de Cercetare și Consultanță în Domeniul Culturii[1]
- Centrul de Pregătire Profesională în Cultură[2]
- Școala Națională de Studii Politice și Administrative (SNSPA)
- Școala Națională de Sănătate Publică, Management și Perfecționare în Domeniul Sanitar București[3]
- Școala Superioară de Aviație Civilă[4]
- Universitatea din București
- Universitatea de Arhitectură și Urbanism Ion Mincu
- Universitatea Națională de Arte
- Universitatea de Medicină și Farmacie Carol Davila din București
- Universitatea de Științe Agronomice și Medicină Veterinară din București
- Universitatea Națională de Artă Teatrală și Cinematografică Ion Luca Caragiale (UNATC)
- Universitatea Națională de Muzică Ciprian Porumbescu din București
- Universitatea Națională de Știință și Tehnologie Politehnica din București
- Universitatea Tehnică de Construcții din București (UTCB)
- Universitatea Națională de Apărare „Carol I”

## Universități particulare

### Acreditate
- Institutul de Administrare a Afacerilor
- Institutul Teologic Baptist
- Institutul Teologic Penticostal
- Institutul Teologic Romano-Catolic
- Universitatea „Artifex”
- Universitatea „Athenaeum”
- Universitatea „Bioterra”
- Universitatea Creștină „Dimitrie Cantemir”
- Universitatea Ecologică
- Universitatea Financiar-Bancară
- Universitatea „Hyperion”
- Universitatea „Nicolae Titulescu”
- Universitatea Româno-Americană
- Universitatea „Spiru Haret”
- Universitatea „Titu Maiorescu”

### Autorizate să funcționeze provizoriu
- Fundația „Pro-Universitate Media”
- Institutul Teologic Creștin după Evanghelie „Timotheus”
- Școala Normală Superioară București
- Universitatea Europei de Sud-Est „Lumina”
- Universitatea Româno-Britanică
- Universitatea de Științe, Arte și Meserii
- Universitatea Wales - România